# Augustín Bačinský
Augustín Bačinský (20. října 1949, Lok – 19. ledna 2021, Nitra) byl slovenský římskokatolický, později starokatolický kněz a první arcibiskup Starokatolické církve na Slovensku.
Augustín Bačinský se narodil 20. října 1949 v obci Lok. Po střední škole ve Varíne odešel na povinnou vojenskou službu. Po její absolvování nastoupil na Římskokatolickou cyrilo-metodějskou fakultu Univerzity Komenského v Bratislavě. Školu úspěšne dokončil a roku 1977 byl vysvěcen na římskokatolického kněze. Kvůli nesouhlasu s povinným celibátem nemohl dále působit. V roku 1980 se oženil a začal v Brně působit jako starokatolický kněz. Bačinský měl také svěcení východní církve, které získal při působení v pravoslavné farnosti v Brně. V roce 2004 byl na biskupa vysvěcen biskupem Apoštolské episkopální církve v Portugalsku Antoniem José Da Costa Raposem. Zemřel 19. ledna 2021 v Nitře.